# Parafia Wszystkich Świętych w Port Augusta
Parafia Wszystkich Świętych w Port Augusta – parafia rzymskokatolicka, należąca do diecezji Port Pirie, erygowana w 1869 roku.
Parafia na swoim terytorium posiada dwa kościoły: 
- Kościół Wszystkich Świętych w Port Augusta
- Kościół św. Aleksego i św. Jana Nepomucena w Wilmington

## Historia
Pierwszy kościół w tej parafii został zbudowany w 1882 roku. Kamień węgielny pod pierwszy kościół został położony przez ówczesnego biskupa diecezji Adelaide, Christophera Augustine’a Reynoldsa.